# Геничутль
Геничутль (авар. Гиничукь) — село в Хунзахском районе Дагестана. Входит в состав Хунзахского сельсовета.

## Географическое положение
Село находится на расстоянии 3,5 км к северо-востоку от села Хунзах, административного центра района и сельсовета.

## Население
| 1888 | 1895 | 1926 | 1939 | 1970 | 1989 | 2002 |
| ---- | ---- | ---- | ---- | ---- | ---- | ---- |
| 424  | ↗457 | ↘261 | ↘244 | ↘216 | ↘181 | ↗282 |
| 2010 | 2021 |      |      |      |      |      |
| ↗315 | ↗317 |      |      |      |      |      |

### Национальный состав
По данным Всероссийской переписи населения 2010 года — моноэтничное аварское село.

## Известные уроженцы
- Алиева, Фазу Гамзатовна (1932—2016) — советская и российская аварская поэтесса.